# Brancardage
 (décembre 2018).
Si vous disposez d'ouvrages ou d'articles de référence ou si vous connaissez des sites web de qualité traitant du thème abordé ici, merci de compléter l'article en donnant les références utiles à sa vérifiabilité et en les liant à la section « Notes et références ».
En premiers secours, le brancardage est le transport d'une personne sur un brancard. La mise sur le brancard en elle-même est appelée relevage lorsque la personne se blesse hors milieu hospitalier (voie publique, domicile, lieu public, lieu de travail...), et « translation » en milieu hospitalier (passage du lit au brancard).
Le brancardage doit être soigneux afin d'éviter les mouvements brusques et chocs qui pourraient aggraver l'état de la victime. S'il s'agit d'un brancard sur roues, le brancardage peut être fait par une ou deux personnes selon l'état du patient (nécessité de porter du matériel, d'effectuer une surveillance pendant le transport). S'il s'agit d'un brancard porté, le brancardage se fait en général à trois ou quatre équipiers, exceptionnellement à deux.
En milieu hospitalier, le but du brancardage est en général d'amener un patient d'un service vers un autre, ou vers une salle d'examen. Hors milieu hospitalier, le but est d'amener la victime vers une structure de soins si celle-ci est proche (hôpital de campagne, poste de secours préventif) ou vers le véhicule d'évacuation (ambulance, hélicoptère).

## Principes généraux
On ne transporte en général pas une victime en urgence, sauf lorsque son traitement ne peut se faire qu'à l'hôpital. Le brancardage n'a donc en théorie lieu qu'après examen de la victime, réalisation des geste de première urgence, et avec accord de la régulation médicale.
Le responsable du brancardage doit d'abord effectuer une reconnaissance afin de s'assurer que le passage est libre, et de choisir l'itinéraire en fonction des difficultés du terrain (portes étroites, terrain accidenté, obstacles à franchir). Dans les cas simple, l'équipe emprunte le chemin qu'elle a utilisé pour se rendre auprès de la victime, la reconnaissance se fait donc à l'aller.
Les mouvements des membres de l'équipe doivent être coordonnés afin d'éviter la chute ou le renversement du brancard, des mouvements brusques ou la blessure d'un des équipiers. En France, le chef d'équipe se place à l'arrière du brancard, ce qui permet de surveiller la victime et les équipiers, et donne des ordres afin de synchroniser les mouvements.
Le brancard doit rester en position horizontale, et en dehors des situations simples (brancardage sur sol parfaitement plat et bien adhérent), la victime doit être sanglée. La marche doit être souple et sans balancement, ce qui impose de ne pas marcher au pas. Les parties du corps à surveiller doivent rester apparentes, en particulier :
- le visage ;
- au moins une main, pour pouvoir observer sa couleur, palper le pouls radial, effectuer une pression sur l'ongle (teste de recoloration cutanée) ou sentir sa température ;
- les bandages, afin de vérifier que les saignements sont arrêtés ;
- les parties immobilisées par des attelles.

Certaines situations peuvent imposer une position particulière, dite position d'attente et de transport. Dans l'ordre des priorités (de la recommandation la plus importante à la moins importante) :
- si la victime est inconsciente mais respire, mais qu'elle n'est pas intubée, elle doit être transportée en position latérale de sécurité ;
- si la victime présente une difficulté à respirer ou une plaie au thorax, elle doit être transportée en position semi-assise ;
- si la victime présente une plaie au ventre, elle doit être transportée sur le dos, cuisses fléchies ;
- si la victime est blessée ou brûlée au dos, elle doit être transportée à plat ventre.

Certains principes de base diffèrent selon les pays, ils sont exposés ci-après.

### École belge
Pour la sécurité, on brancarde toujours les pieds en avant. Le mouvement en sens inverse peut créer un malaise chez le patient, de plus, les équipiers les plus à même de trébucher sur le terrain sont ceux de l'avant, ce qui risquerait de faire tomber la victime tête la première. Quant à la surveillance du patient du fait de sa position, l'équipier arrière à une très bonne vue en restant dans le sens de la marche, contrairement à l'équipier avant qui doit quasiment regarder par-dessus son épaule.
Exceptions à cette règle : entrée dans un local, le passage de porte se fait alors tête en avant.
Cette technique est désormais employée en dehors de Belgique.

### École française
En général, on brancarde tête en avant : le chef d'équipe, placé à l'arrière, peut ainsi surveiller à la fois ses équipiers et le visage du patient, ce qui lui permet de déceler une aggravation de son état. Cela permet également au patient de voir un visage plutôt qu'un couloir ou l'environnement de l'accident. Par ailleurs, d'un point de vue symbolique, le brancardage les pieds devant évoque le transport des morts. Toutefois, pour des raisons pratiques, on peut avoir à transporter les pieds en avant (notamment s'il faut assurer une ventilation artificielle).

## Utilisation d'un chariot-brancard

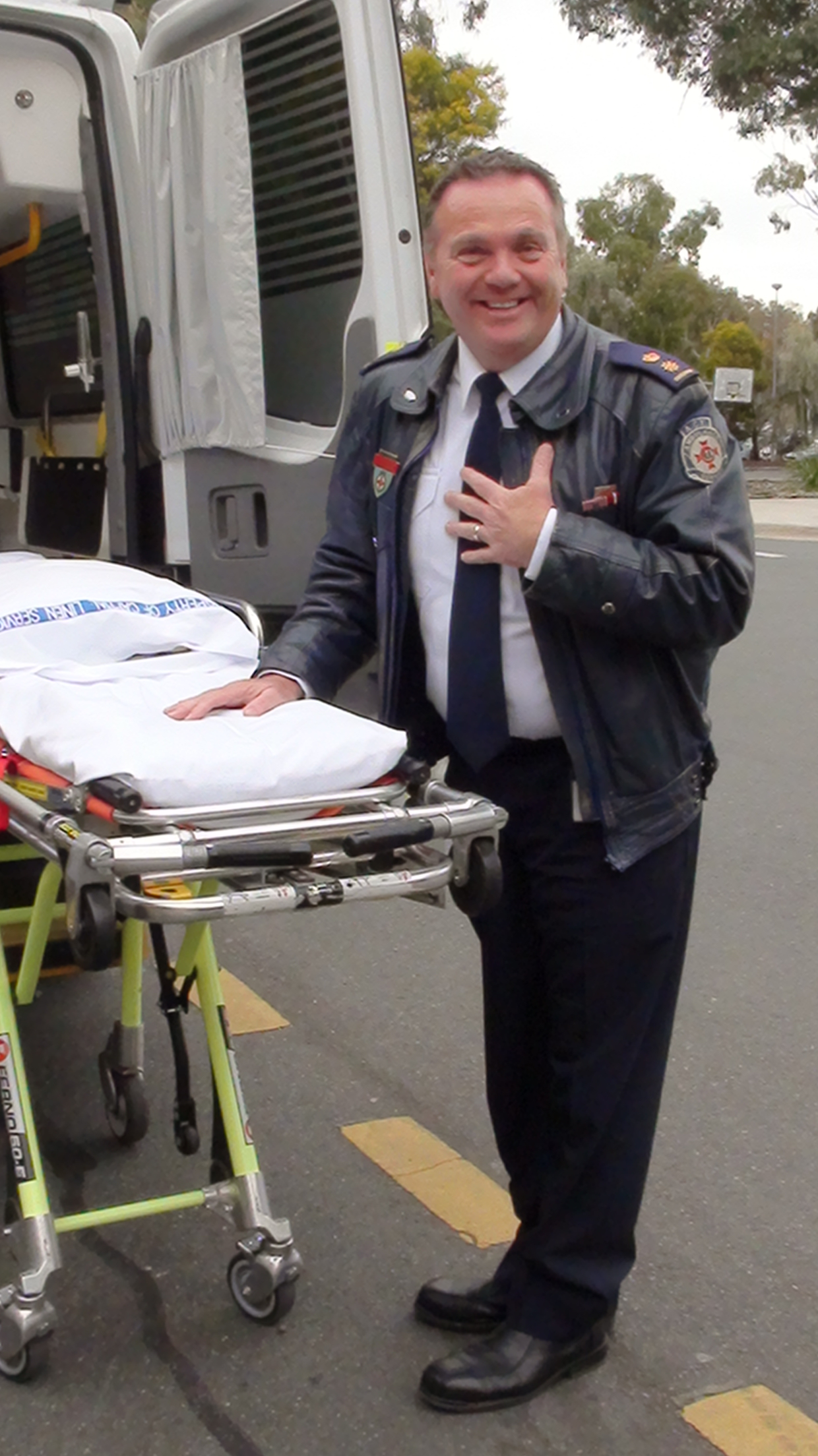
Brancard d'ambulance sur roues.

Les véhicules de secours modernes possèdent un brancard à roues. Le brancardage consiste essentiellement à pousser le brancard sans à-coup.
Le brancard est constitué d'un chariot pouvant être en position haute ou basse, et d'un brancard amovible. Dans les cas simples, le relevage se fait en mettant le chariot en position basse, puis le chariot est remis en position haute pour le transport. Cependant, ce passage en position haute nécessite de lever le brancard plus haut afin que les pieds du chariot se verrouillent, ce qui peut dans certains cas causer un à-coup ; si cet à-coup est incompatible avec l'état de la victime, il faut alors utiliser un intermédiaire de relevage :
- soit utiliser le brancard amovible : la victime est relevée sur ce brancard, et ce brancard est posé sur le chariot en position haute ;
- soit utiliser un brancard cuillère, un matelas immobilisateur à dépression ou éventuellement une alèse-portoir (mais ce dispositif ne permet pas de respecter l'axe tête-cou-tronc) ;

dans les deux cas, la manœuvre consiste en un brancardage manuel jusqu'au chariot.

## Brancardage manuel
En milieu urbain, le brancardage manuel est rare, les ambulances modernes étant équipées d'un chariot-brancard. Il est cependant nécessaire :
- lorsque le terrain ne permet pas de faire rouler le brancard ;
- lorsqu'un chariot-brancard n'est pas disponible, et en particulier en cas de carence de moyens.

### Porté du brancard
À quatre secouriste, chacun tient une poignée de hampe. À trois secouristes, deux secouristes se placent du côté de la tête, le plus lourd, le troisième se place aux pieds et tient les deux hampes. À deux secouristes, l'un se place à la tête, l'autre aux pieds, et chacun tient les deux hampes ; les secouristes utilisent si possible une sangle de portage pour supporter une partie du poids et constituer une sécurité si une main glisse.
De manière générale :
- le nombre de brancardiers dépend de l'organisme chargé de l'opération, et notamment des règles du pays ;
- le brancardage manuel à deux est une opération fatigante et risquée, et doit donc être l'exception : transport sur une courte distance en cas de carence de moyens ;
- le brancardage à quatre demande beaucoup de personnel et est donc utilisé lorsque les moyens sont suffisants ; il est indispensable lorsque le trajet est long, qu'il y a des obstacles à franchir ou bien lorsque la victime est corpulente.

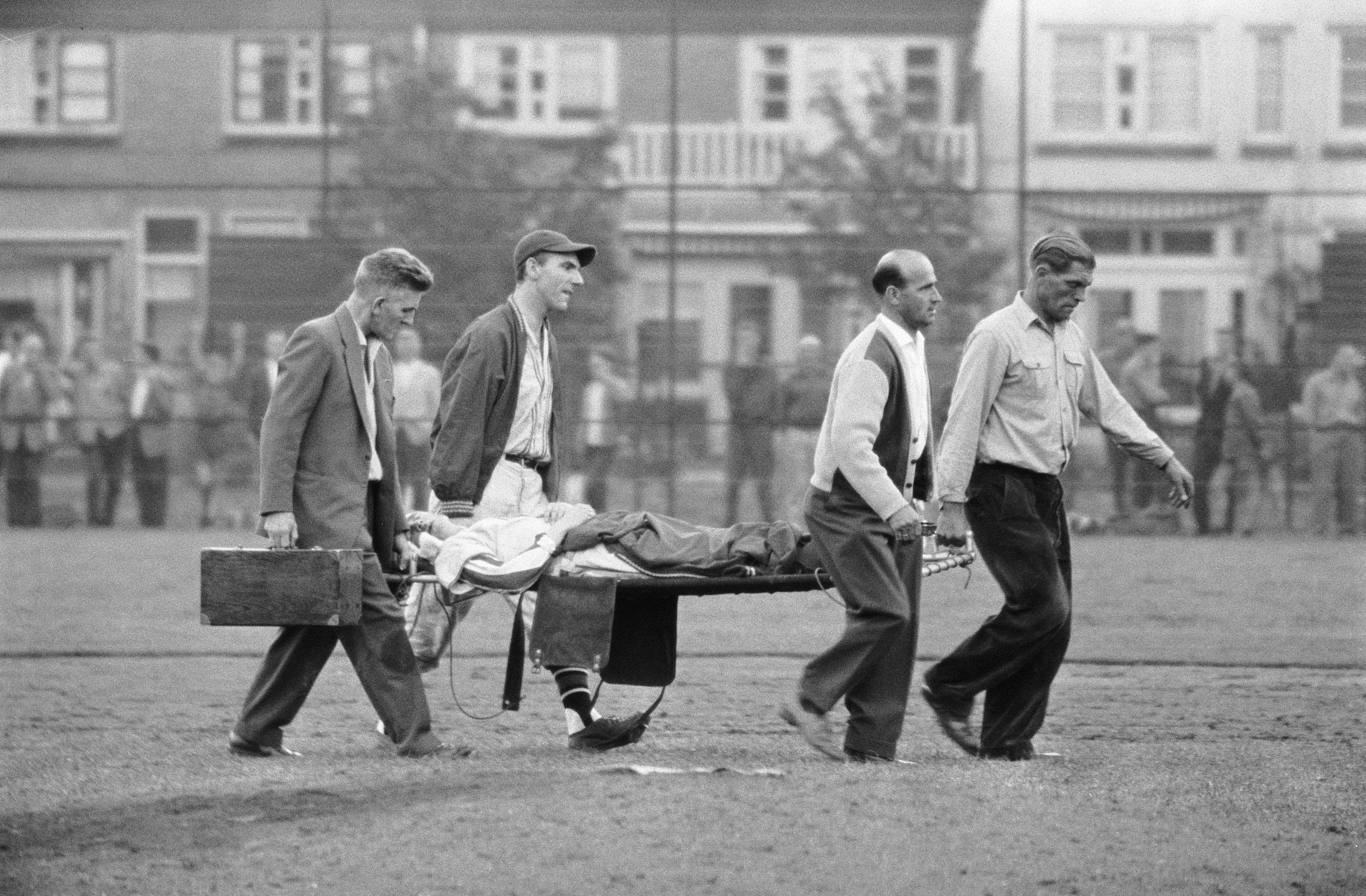
Brancardage à quatre secouristes.
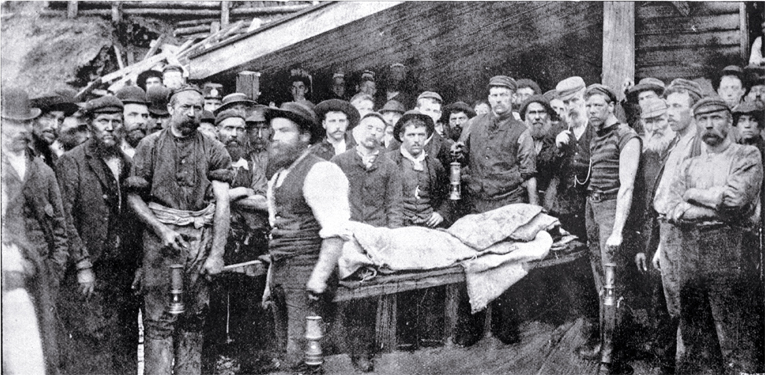
idem
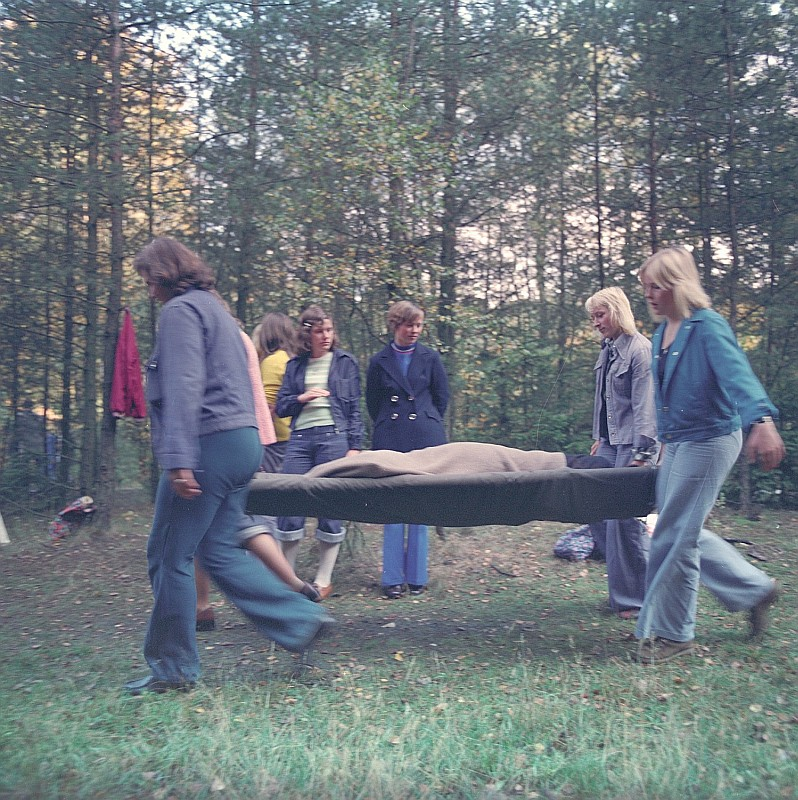
idem
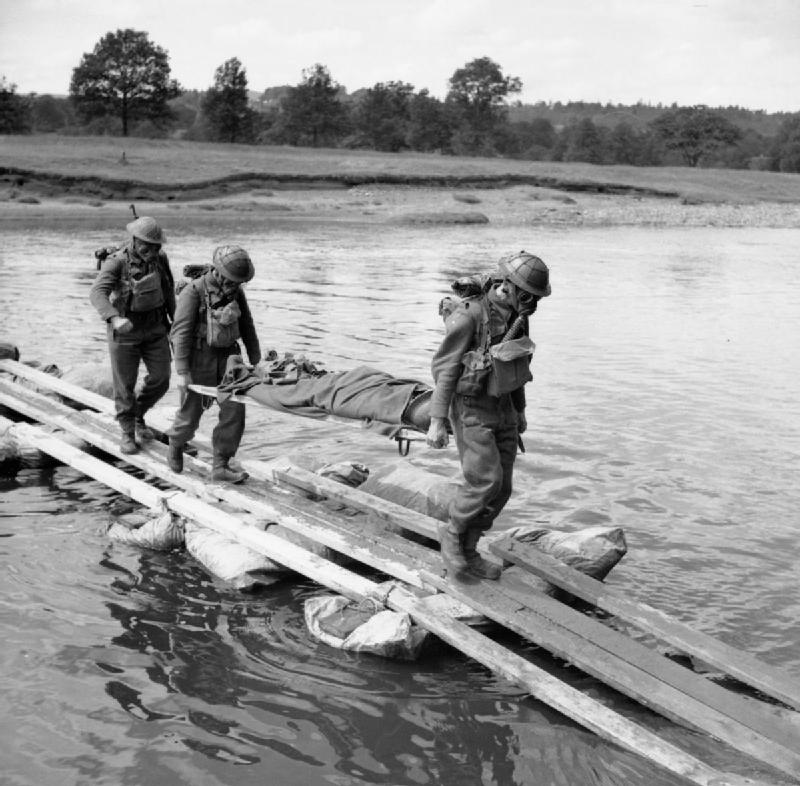
Brancardage à deux secouristes.
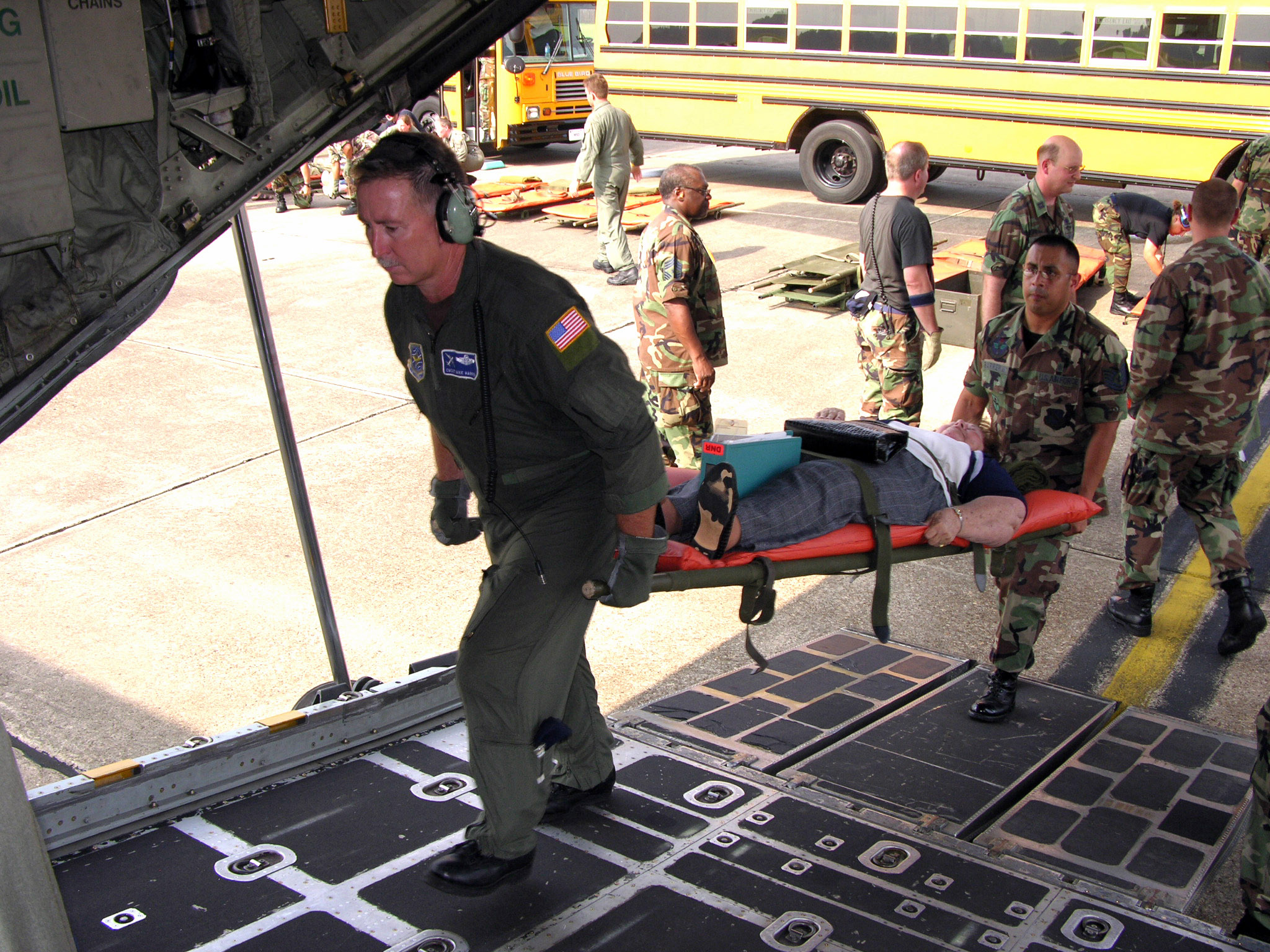
idem

### Manœuvre de base
La manœuvre de base consiste à lever le brancard, à marcher pour se déplacer, puis à poser le brancard. Pour coordonner les mouvements, le chef d'équipe émet des ordres préparatoires (annonce de la manœuvre, de type « attention pour… ») et des ordres exécutoires (début de la manœuvre). En France, la procédure est la suivante :
- le chef annonce « Pour le brancardage : en position ! » ; les équipiers se placent à leur place respective, face au brancard, et saisissent le brancard à deux mains ;
- le chef demande « Êtes-vous prêts ? » ; les équipiers répondent chacun « Prêt(e) ! » ;
- le chef annonce « Attention pour lever… Levez ! » : l'ensemble des secouristes se relève (en utilisant la force des cuisse et en restant le dos droit) ;
- le chef annonce « Attention pour avancer… » : les secouristes pivotent d'un quart de tour pour se mettre dans le sens de la marche ;
- le chef annonce « Avancez ! » : les secouristes se mettent en marche.

Arrivé à destination :
- le chef annonce « Attention pour arrêter… Arrêtez ! » : les secouristes s'arrêtent ;
- le chef annonce « Attention pour poser… » : les secouristes pivotent d'un quart de tour pour se mettre face au brancard et le saisissent à deux mains ;
- le chef annonce « Posez ! » : l'ensemble des secouristes se baisse (en fléchissant les cuisse et en restant le dos droit) et pose le brancard au sol.

### Franchissement d'un fossé

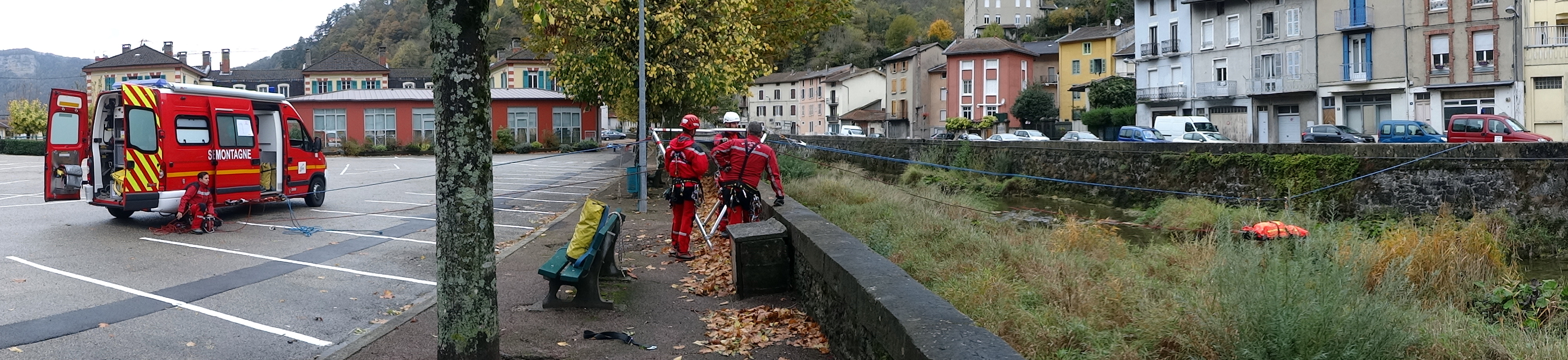
Brancardage: exercice de franchissement d'une rivière par une équipe du secours en montagne des sapeurs-pompiers de l'Ain.

### Chargement dans un véhicule ou sortie d'un véhicule

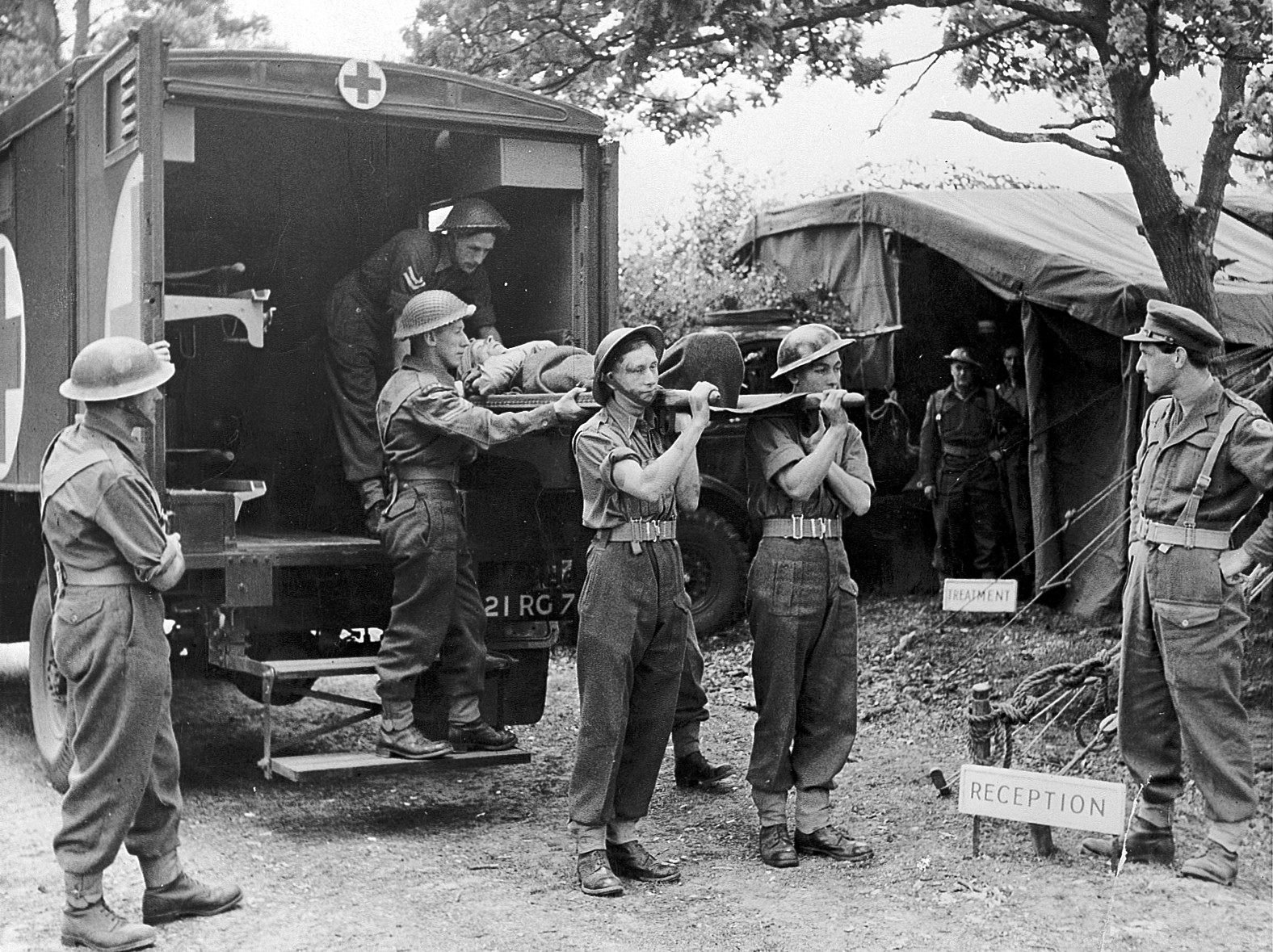
Sortie d'un véhicule

## Méthodes de substitution
Le transport allongé est le plus sûr pour la victime : c'est une position qui ne sollicite aucun effort et facilite la circulation sanguine, et en particulier la perfusion du cerveau (celui-ci étant à hauteur du cœur). Toutefois, c'est une méthode pouvant être compliquée à mettre en œuvre : elle expose la victime à un risque de chute, le brancard prend de la place, et s'il ne dispose pas de roulettes, l'opération est fatigante.
Pour ces raisons, il existe d'autres méthodes permettant de transporter une victime lorsque son état le permet :
- si la victime peut être transportée assise, l'idéal est d'utiliser un fauteuil roulant ; les équipes de secours disposent en général de chaise ayant des roulettes à l'arrière, appelée « chaise de transport » ; la chaise de transport peut être poussée par un seul équipier, elle peut prendre des virages plus serrés et entrer dans un ascenseur ;
  - brancardage improvisé avec une chaise : il est possible de porter une chaise à deux personnes ; cependant, la chaise est alors très inclinée, ce qui peut être angoissant pour la victime,
  - porté : il est possible de porter la personne, soit sur le dos — éventuellement en utilisant une sangle —, soit en la tenant sous les bras et sous les genoux (déplacement par saisie des extrémités), soit par la méthode de la « chaise à mains » (les mains réunies en chaise), ou bien la victime étant assise sur une anneau de sangle tenu en main par les équipiers ;
- si la victime peut marcher, on peut recourir à une aide à la marche ;

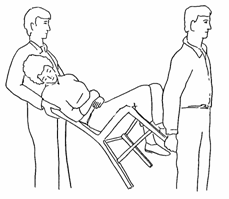
Portage improvisé avec une chaise.
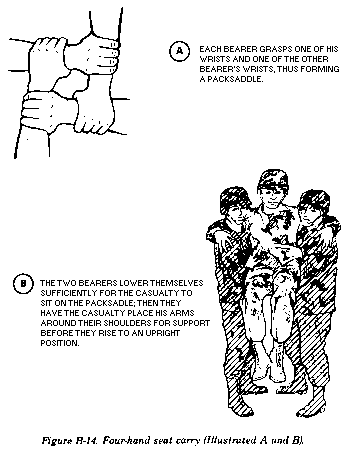
Chaise à mains.
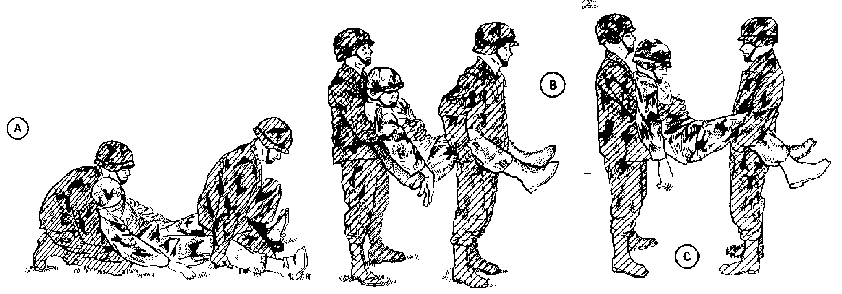
Déplacement par saisie des extrémités.
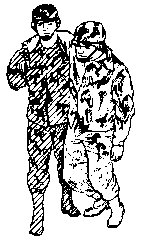
Aide à la marche.